# Зленко Віталій Миколайович
Зленко Віталій Миколайович (нар. 24 травня 1939, м. Каховка (нині Херсонська область), УРСР ¬ 1 серпня 2005, Херсон, Україна) — український поет, публіцист, журналіст. Член НСПУ (1972).

## Життєпис
Віталій Миколайович Зленко народився 1939 року в Каховці в сім'ї службовця. Закінчив факультет журналістики Львівського університету (1967). Учителював. Працював на журналістській роботі: в бериславській районній газеті «Маяк», кореспондентом обласної газети «Наддніпрянська правда», редактором міської газети "Нова Каховка.
Як газетяра, Віталія Зленка вирізняли відчуття і уміння розкрити тему, увага до людських характерів і доль. Він дбайливо плекав українську мову, по зернятку збирав і поширював відомості про історію України, зокрема козацьку добу на Херсонщині. У бериславському «Маяку» та наддніпрянці бунтівна душа Віталія Зленка призводила до його конфліктів з районними, міськими та обласною владами. Але талановитому молодому поетові багато прощалося. За високу журналістику та незаперечний авторитет серед письменства держави. Ці фактори і творчий доробок мали вирішальне значення при прийомі його в 1973 році до спілки письменників СРСР.
1974 року Віталія Зленка за рекомендацією редактора обласної газети «Наддніпрянська правда» письменника Івана Івановича Гайдая призначили редактором новоствореної міської газети «Нова Каховка». Він зумів переконати партійне керівництво області, що кращої кандидатури на цю посаду не знайти. Іван Іванович, як і в багатьох інших аналогічних випадках, не просто не помилився, а заклав основу для великого майбутнього новокаховської газети. Віталій Зленко, починаючи з нуля, згуртував навколо себе колектив журналістів з палкими серцями, справжніх патріотів молодого міста на Дніпрі. Новокаховські газетярі Лариса Литвин, Валірій Руденко, Лариса Крутько та багато інших стали маститими майстрами слова. Газета «Нова Каховка» була школою передового досвіду в СРСР з організації творчого процесу. Віталія Зленка в журналістському середовищі називали Всесоюзним редактором. При редакції газети об'єдналися ще й молоді літератори, майбутні письменники Херсонщини. В новокаховській редакції починали і ставали майстрами слова поет Валерій Кулик, письменник Анатолій Бахута, редактор «Нового дня» Анатолій Жупина та багато інших знаних на Херсонщині літераторів.
У 1984 році Віталій Миколайович Зленко перейшов на роботу в республіканську «Робітничу газету» — власним кореспондентом по Херсонській, Миколаївській та Кримській областях. Здивувань і навіть галасу було чимало. А він пояснив свій вибір просто: «Хочу писати…».
За аналітикою і злободенністю проблем, жанровим та мовним розмаїттям публікації Віталія Зленка додавали «Робітничій газеті» авторитету, піднімали її престиж. Він проявив себе професіоналом найвищого ґатунку, з притаманною йому наполегливістю прагнув широко і масштабно служити по-новому покріпаченому селянству. Та на посаді власкора Віталій Зленко не дозволяв собі спочивати на лаврах. Він створив літературно-публіцистичний клубу «ТАВРІЯ-PR». Незабаром тут згуртувались люди, які сповідували тезу: «Книга — завжди початок дороги до Вічності». Книжки-візитки, які вони видавали, стали вищим зразком публіцистики в боротьбі за права селянина. Авторитетні на Херсонщині керівники агропромислового комплексу не без перебільшення називали їх одами землеробам Херсонщини.
Друкуватися Віталій Зленко почав у 15-річному віці. А уже 1967 року побачила світ його збірка лірики «Балада про червону калину». Через 5 років у видавництві «Радянський письменник» вийшла книга «Сіль Чумацького Шляху: поезії». А незабаром Віталій Зленко порадував своїх шанувальників новим виданням — «Ранок не високосного року: поезії і проза». Своєю творчістю Віталій Зленко створив колоритні образи людей нашого краю. У його творах помітний вплив Олеся Гончара з його любов'ю до українського характеру, Дмитрове Павличкове несприйняття суспільних пороків.
Про літературний спадок Віталія Зленка розповідав письменник Валерій Бойченко у нарисі «Зі степових криниць». А Микола Братан присвятив йому публікацію «Бійцівський характер». Спогади про роботу Віталія Зленка в бериславському «Маяку» видав херсонський літератор Анатолій Анастасьєв. А журналіст Віктор Гридасов розповів про Віталія Зленка — редактора «Нової Кахавки», власного кореспондента республіканської газети, керівника літературно-публіцистичний клубу «ТАВРІЯ-PR».
Незважаючи на великі заслуги перед Новою Каховкою, літературною громадськістю Херсонщини редактора газети, поета і письменника Віталія Зленка, його пам'ять жодним чином не увіковічнена. Це забуте ім'я має бути повернуте наймолодшому місту над Дніпром, якому він присвятив найкращі роки свого життя.
Велику сім'ю Зленка В. М. спіткала трагічна доля. Він уже перебував на пенсії, коли в автокатастрофі загинули два сини-близнюки Андрій та Ярослав. За ними пішла на той світ дружина — Ганна Іванівна. Козацьке здоров'я Віталія Миколайовича не витримало важких ударів долі. 1 серпня 2005 року його не стало. Він помер через три місяці після смерті Ганни Іванівни. 15 червня 2012 року трагічно обірвалося життя третього сина — Сергія. Отак і лежать вони, п'ятеро Зленків, один біля одного на кладовищі Геологів у Херсоні.